# Lemi
Lemi é um município da Finlândia, localizado na região da Carélia do Sul, província da Finlândia Meridional. A cidade de Lemi é considerada a Capital do Heavy Metal. A cidade ganhou uma competição entre várias outras cidades finlandesas em junho de 2018. O município de 3.076 habitantes conta com 13 bandas: 422,6 para cada 100 mil habitantes. A taxa é oito vezes maior que a nacional.